# Anton Powolny
Anton Powolny, né le 19 août 1899 à Vienne, à l'époque en Autriche-Hongrie, était un footballeur autrichien, qui évoluait en tant qu'attaquant.

## Biographie

### Joueur
Powolny commence sa carrière en 1916 à l'Austria de Vienne, avant de rejoindre le SC Ober-Sankt Veit en 1921. Il retrouve ensuite le Wiener AF en 1924, avant de signer en Italie au Reggiana six mois plus tard. 
Après son expérience à Reggiana qui est relégué en Serie B, Powolny reste en Serie A à l'Inter Milan, où il finit Capocannoniere lors de la saison 1926-1927 avec 22 buts. 
Il joue ensuite en Hongrie à l'Attila FC Miskolc puis au Sabária SC, avant de rentrer en Autriche pour signer au Wiener Sport-Club en 1929. 

### Entraîneur
Il entraîne ensuite l'équipe tchèque du RFK Reichenberg entre 1931 et 1935.